# Euaspis wegneri
Euaspis wegneri är en biart som beskrevs av Baker 1995. Euaspis wegneri ingår i släktet Euaspis och familjen buksamlarbin. Inga underarter finns listade i Catalogue of Life.